# 宇婆
宇婆（うば）は、奄美大島に伝わる妖怪。

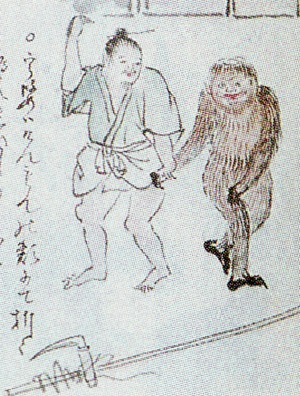
「宇婆はケンモンの類にて...」
―『南島雑話』（奄美博物館蔵）

外観、性質とも河童に似た妖怪。山野で人を迷子にするなどの悪戯を働く。河童同様に頭の皿に力水が入っており、これを叩き落すと力を失って消えてしまうという。
同じく奄美大島の妖怪であるケンムンとともに、もとは人間であり、7歳と5歳の兄弟のうちの兄がケンムン、弟がウバになったという言い伝えもある。あるいはケンムンと別の妖怪なのではなく、ケンムンの現れ方の一つが宇婆だと説明される。実際、江戸末期の第一資料『南島雑話』には、「水蝹〔ケンムン〕の一種（宇婆） 」と題し「宇婆はケンモンの類にて」と記述されている。
長野県に伝わる妖怪のウバと同発音だが、関連性はない。

## ウバトウイ
ウバトウイは、奄美大島に伝わる音の怪異。
主に山で起きた現象で、磯辺や浜で起きたともいう。1人で道を歩いていると、不意に後ろから「ウイ」と声がする。足を止めて振り向いても誰もいないので、再び歩き出すと、また「ウイ」と声がする。
これは宇婆の仕業であり、「うば」が「ウイ」と声をかけるので「ウバトウイ」と呼ばれる。